# هیتلوم

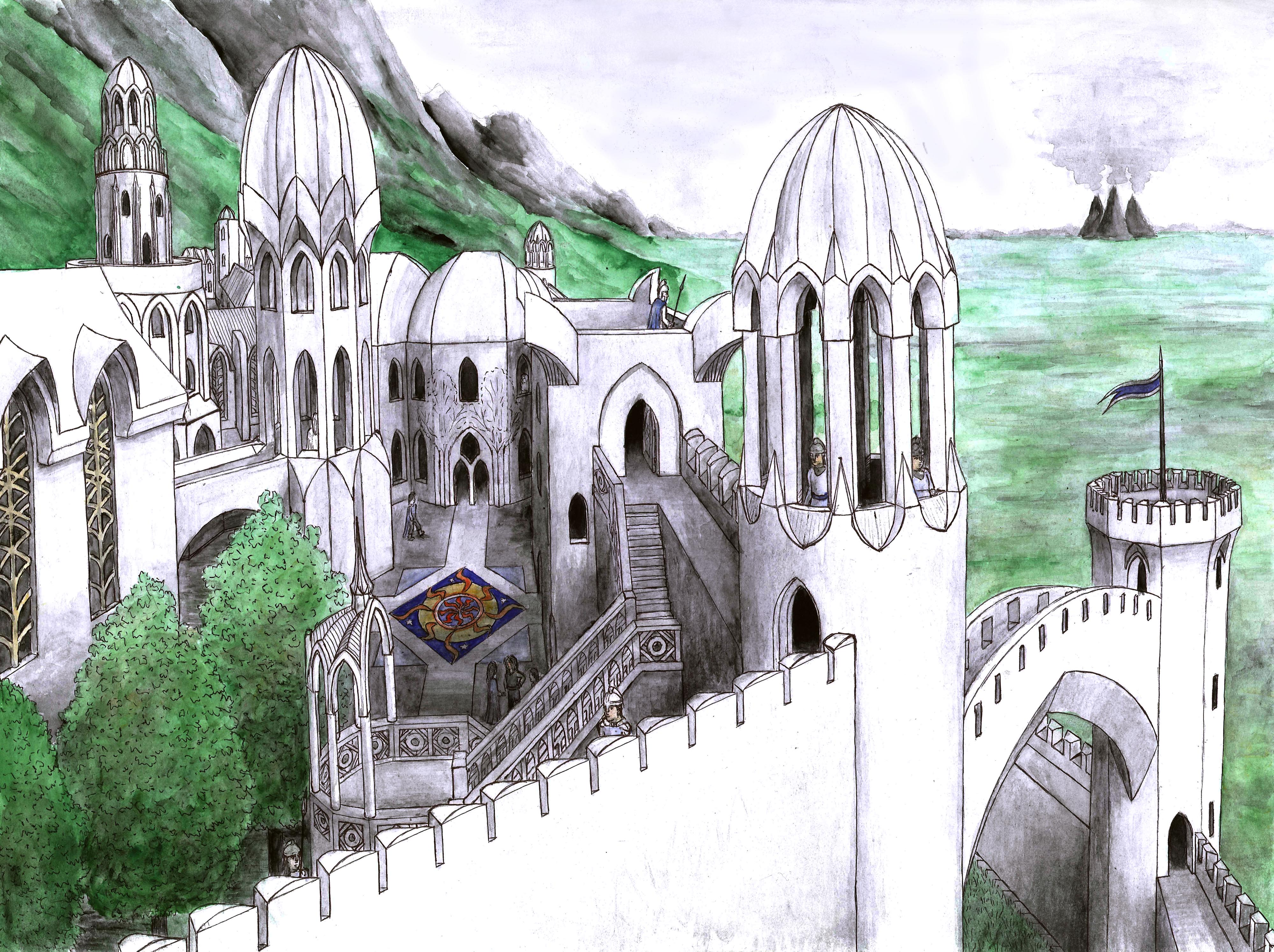
تصویر خیالی از هیلتون Barad Eithel of the High King Fingolfin

هیتلوم نام سرزمینی خیالی براساس داستانی از تالکین می‌باشد.
این سرزمین در شمال بلریاند و در محاصره کوه‌های ارد وترین سرزمینی خاکستری و مه آلوده به نام هیتلوم قرار داشت که تحت تسلط فین‌گولفین و مردمان وی بود.